# Selaginella apoda
Espèce

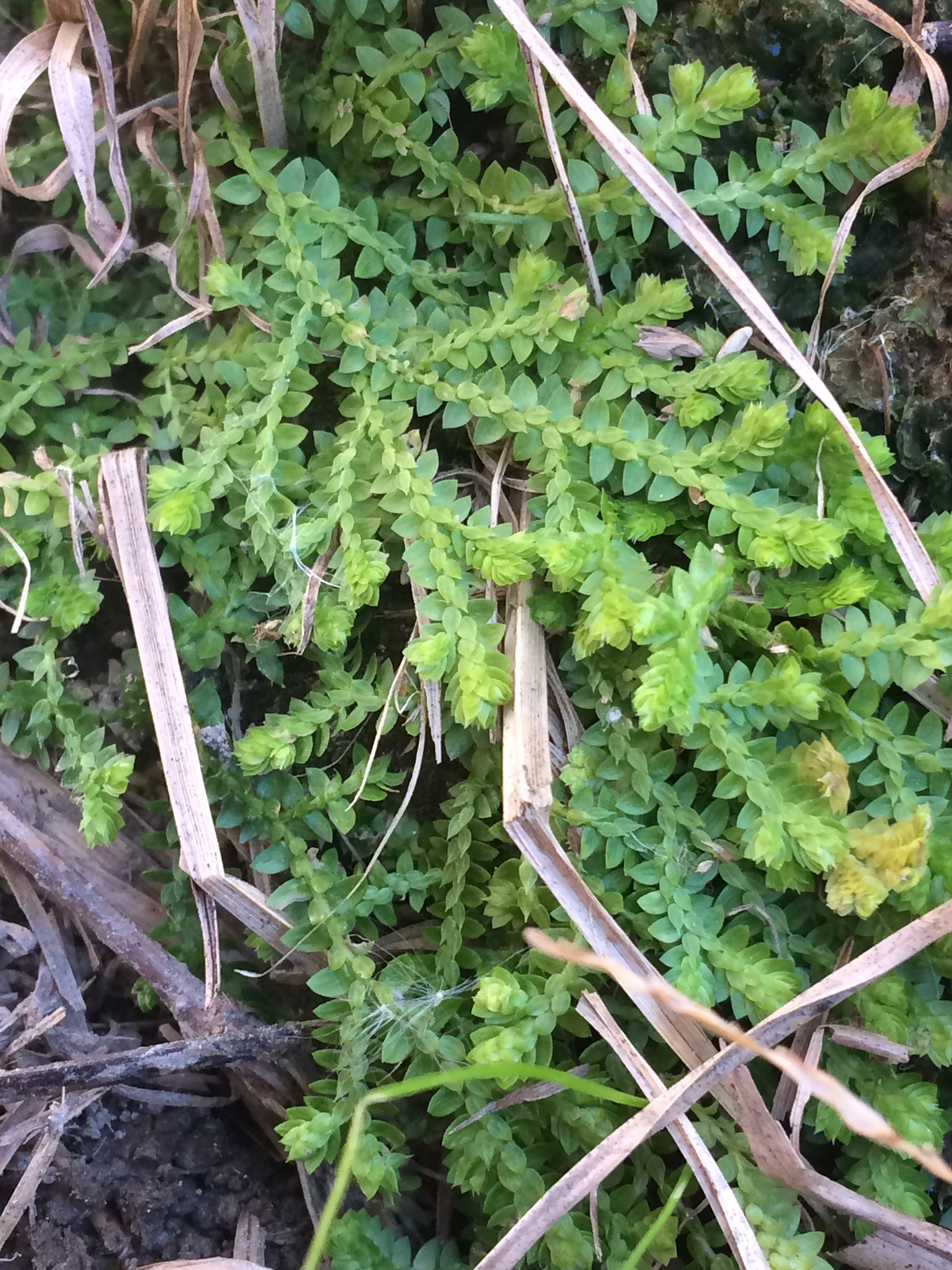

Selaginella apoda, communément appelée mousse des prés est un lycophyte vivace originaire d'une grande partie de l'est des États-Unis et de certaines parties du nord-est du Mexique.
La plante a été décrite à l'origine et nommée « Lycopodium apodum » par Carl Linnaeus dans son « Species Plantarum » (1753).

## Particularités
Selaginella apoda a le cycle de vie est le plus court du genre « Selaginella », ainsi que l'un des plus courts parmi les lycophytes. On le trouve principalement dans les sols humides des habitats tels que les marécages, les champs humides, les bois ouverts et le long des berges des cours d'eau. « Selaginella apoda » présente le potentiel d'études de cas impliquant l'adaptabilité de la plante aux toxines environnementales. Plante de plaine, elle n'a été observée qu'à des altitudes inférieures à 100 mètres. Il est étroitement lié à Selaginella eclipes et Selaginella ludoviciana, avec lesquels il a été signalé qu'il forme des hybrides. Ce groupe est caractérisé par des strobiles relativement plats et de grandes mégasporophylle qui se trouvent dans le même plan que les feuilles latérales.

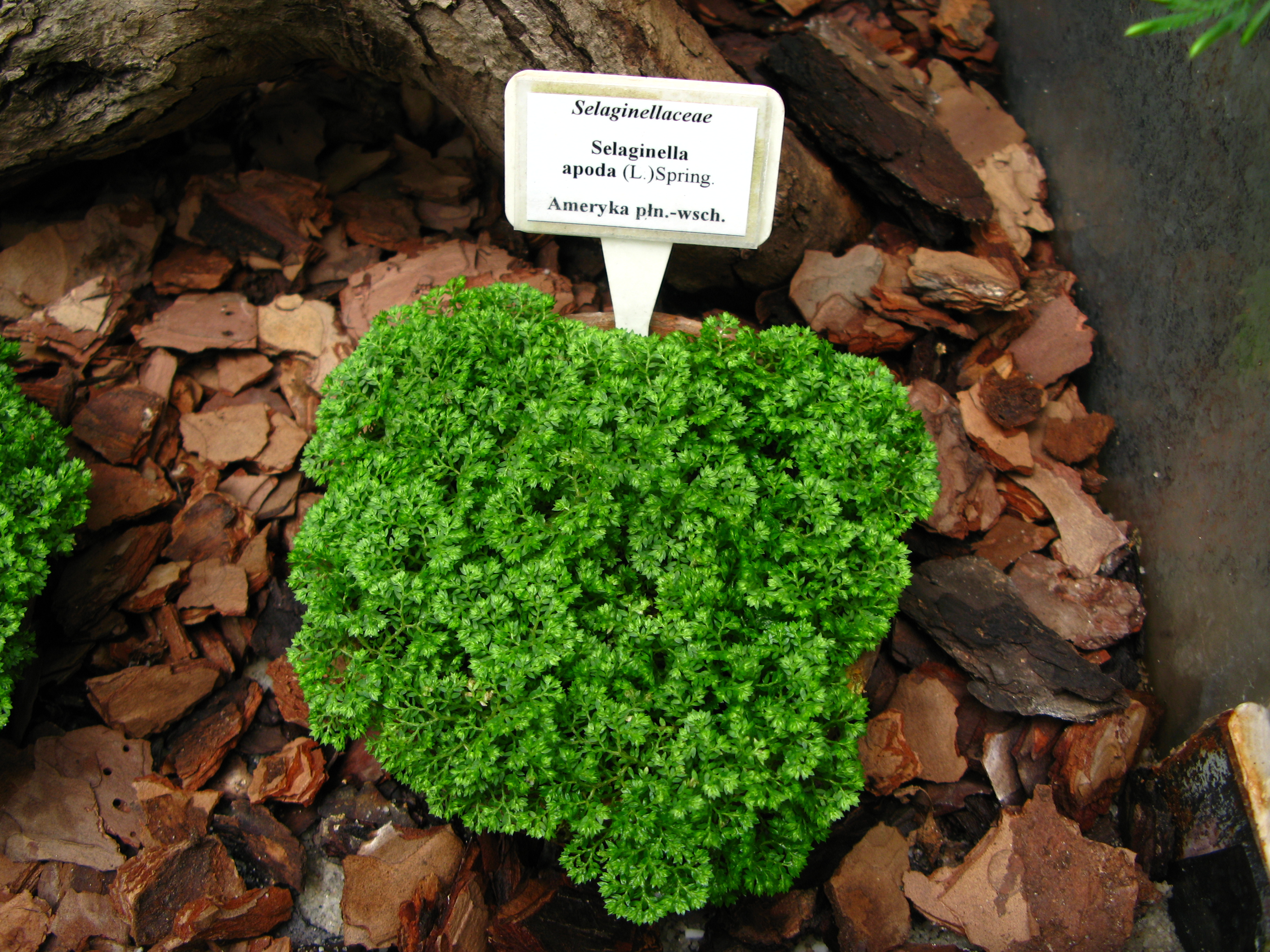

En raison de ses exigences simples, Selaginella apoda, ainsi que de son cycle de vie court par rapport aux autres espèces de Selaginella, cette plante est considérée comme une espèce modèle adaptée aux études scientifiques connexes.

## Description
Les tiges de Selaginella apoda portent des feuilles plus petites sur deux rangées ainsi que des feuilles plus grandes sur deux rangées. Cette espèce peut être différenciée d'une espèce de mousse ordinaire par ses nervures qui courent le long des feuilles. La tige de S. apoda peut être mieux décrit comme feuillu. L'espèce Selaginella possède des rhizophores.
De nombreuses espèces du genre Selaginella présentent également des ramifications dichotomiques. Les feuilles végétatives de S. apoda sont bordées de petites dents qui ont l'apparence d'écailles, sont courtes et changent de forme et de taille dans le même nœud. Les branches de Selaginella apoda peuvent mesurer au maximum 15 cm de hauteur et avoir un style rampant. La ligule des espèces de Selaginella s'éleve sur les surfaces adaxiles des feuilles à leur base, ainsi que sur les sporophylles. La ligule est en forme de poinçon et se présente seule. Les feuilles de S. apoda contiennent une couche de cuticule sur leurs surfaces adaxiales et ils n'ont pas de poils sur leurs surfaces abaxiales.
Les entre-nœuds de Selaginella apoda peuvent être utilisés pour classer les branches comme reproductrices ou végétatives, car les entre-nœuds ne sont présents que sur les branches végétatives. Les racines adventives et les racines primaires de Selaginella apoda présentent une coiffe racinaire à leurs extrémités qui ont la capacité de se ramifier lors de la croissance. Le système racinaire primaire de Selaginella apoda ne contient que trois brins de racine simples ; en tant que tel, le système est malade, car il ne comporte pas non plus de branchements significatifs. Adjacents à l'aisselle, les sporanges sont créés à partir de cellules artificielles. Alors que les stomates peuvent être trouvés sur la face inférieure des feuilles de la plante, les stomates sur la face supérieure de S. apoda les feuilles se dispersent entièrement  suivant les limbes.
Les feuilles dorsales de S. apoda ont des apex acuminés. Les feuilles primaires de S. apoda contrastent considérablement par leurs formes par rapport aux cotylédons. Les limbes des feuilles de Selaginella apoda ont des bordures avec une marge d'apparence vert clair ou simplement identiques les unes aux autres. Le strobile de S. apoda est souvent limité à une longueur de 1 à 2 cm. Généralement, les strobiles de S. apoda sont en position dressée. Au sein des sporanges, les deux formes gamétophytes commencent leur développement. Les sporanges de Selaginella apoda se distinguent des autres espèces de Selaginella  par la façon dont leur paroi est composée de deux couches au lieu de trois.

## Taxonomie
L'espèce a été décrite pour la première fois par Carl Linnaeus en 1753 sous le nom de « Lycopodium apodum ». L'épithète spécifique « apodum » est la forme neutre de l'adjectif « apodus », inventé par Linné, signifiant « sans pieds ». Lorsqu'en 1840 Antoine Spring la transféra au genre Selaginella, il le fit sous le nom de Selaginella apus, apus étant un nom utilisé en apposition plutôt que l'adjectif de Linné, au motif qu'en latin classique, il n'existe pas d'adjectif tel que « apodus ». En 1915, Merritt Lyndon Fernald a publié le nom « Selaginella apoda », suivant Linnaeus en utilisant un adjectif comme épithète spécifique, dans ce cas en accord en genre avec le nom féminin « Selaginella ». Les deux noms ont été utilisés.
Selaginella apoda relève de l'ordre des Selaginellales et de la famille des Selaginellaceae, la plus grande famille du groupe des lycophytes et dont  Selaginella est un genre unique. Les lycophytes contiennent plus de 1 000 espèces réparties dans 10 à 15 genres existants. Dans l'ordre des Selaginellales, Selaginella est également le seul genre vivant. Environ 700 à 800 espèces composent le genre Selaginella dans le monde, dont environ 320 se trouvent dans l'hémisphère occidental seul. Selaginella apoda est un synonyme de Lycopodioides apoda  ainsi que de "Lycopodium apodum". Cette espèce végétale a été nommée sur la base de l'observation de Linnaeus selon laquelle ses strobiles étaient sans tige.
Selaginella apoda peut être sous-catégorisée dans le sous-genre Stachygynandrum. Le genre Selaginella a été soumis à des études taxonomiques comprenant la disposition des sporanges d'une plante ainsi que les types de spores que l'espèce végétale produit. En termes d'arbres phylogénétiques, S. apoda relève du Selaginella. pallescens, espèce originaire du continent américain et possédant un type de sporophylle sous forme de réseau de mégaspores. Dans la famille des Sélaginellacées, Les microsporanges sont plus grandes que les mégasporanges et les strobiles sont de forme quadrangulaire ou plate. Selaginella apoda, sous le nom synonyme de Lycopodium apodum, peut être identifié par les stomates répartis sur le plan des côtés adaxiaux de ses feuilles, les bords des feuilles de la plante sont tous similaires les uns aux autres, le diamètre de leurs mégaspores est compris entre 0,29 et 0,35 millimètres et la plante a un apex atténués sur au moins 5 de leurs feuilles.
Synonymes
- Diplostachyum apodum (L.) P. Beauv.
- Lycopodioides apoda (L.) Kuntze
- Lycopodium albidulum Sw.
- Lycopodium apodum L.

Basionyme
- Selaginella albidula (Sw.) Spring

## Répartition et habitat
À l'exception de l'Antarctique, les espèces de Selaginella peuvent être trouvées dispersées sur tous les continents du monde. « Selaginella apoda » est présente naturellement dans les États du Midwest et de l'Est des États-Unis. Dans les Amériques, S. apoda peut être trouvé aussi loin au nord que l'État américain du Maine jusqu'au sud jusqu'au Guatemala.
Bien que des études montrent qu'il peut être localisé dans tous les États américains bordant le golfe du Mexique, des populations plus importantes se trouvent dans les montagnes de Cumberland, dans la plus grande chaîne des Appalaches et dans le piémont de ces États plutôt que directement dans les environnements côtiers. Il peut pousser le long des rives des lacs ou des rivières, dans les prairies, les habitats perturbés par l'homme, ainsi que dans les habitats aquatiques tels que rivières. Principalement, Selaginella apoda prospère dans des environnements fortement ombragés du soleil et avec une teneur élevée en humidité dans les sols. De tels environnements peuvent inclure les bords des marais humides, les falaises océaniques, les prairies humides, les tourbières, le long des berges des cours d'eau ou tout autre environnement saturé similaire.

## Effets du bore surSelaginella
Dans une étude testant les effets du bore sur les espèces de  Selaginella, les hauteurs de sporophytes de S. apoda a démontré des contrastes importants entre les spécimens traités avec une petite dose de bore et les spécimens sans traitement chimique. Les spécimens de S.apoda qui n'ont pas été traités au bore ont entraîné une pigmentation jaune-vert et une réduction de taille, tandis que les spécimens de plantes traités chimiquement au bore ont démontré leur pigmentation verte attendue ainsi que leur taille normale. Selaginella apoda testé dans l'étude a démontré une réduction des strobiles d'un quart de sa longueur normale dans les spécimens non traités au bore par rapport aux spécimens traités au bore, et les plantes traitées au bore ont subi un avortement de leurs strobiles. Aux stades de croissance de S. apoda, le bore influence la reproduction.

## Écologie
Les régions tropicales ont des flores de Selaginella diverses. Les espèces hybrides de Selaginella sont rares car elles ne disposent pas de méthodes de disséminations des spores permettant la dispersion sur de grandes distances. Les mégaspores de Selaginella apoda peuvent être dispersées par le vent ou l'eau. Cela peut prendre aussi peu que 85 jours pour  S. apoda pour terminer son cycle de vie. Par rapport au cycle de vie d'autres espèces du genre Selaginella, ce laps de temps est beaucoup plus bref.
Alors que les scientifiques ont déjà conclu que la durée du cycle de vie de  S. apoda dépend en grande partie de la température de son habitat, les chercheurs suggèrent que la durée de la lumière du jour peut jouer un rôle clé dans la détermination de la durée de vie du S. apoda cycle de vie également. Le système racinaire primaire de S. L'apoda est fragile. Les poils absorbants sont capables de vivre sur les racines pendant des mois et y arrivent à maturité avant que le système racinaire ne pénètre dans le sol au cours des premiers stades de croissance. Les racines, les méristèmes d'angle ainsi que les rhizophores de S. apoda connaît une croissance supplémentaire à mesure que la plante elle-même augmente en hauteur. Cette croissance supplémentaire a lieu afin de garantir que l'espèce n'a pas besoin de transférer de l'eau en abondance tout en étant capable de se développer sur un vaste plan de surface.
La face inférieure des feuilles dorsales de S. apoda, ainsi que la surface supérieure de ses feuilles ventrales, sont exposées au soleil si la tige de la plante connaît une croissance rampante, tandis que les surfaces supérieures des feuilles dorsales et les surfaces inférieures des feuilles ventrales sont orientées à l'opposé de l'exposition directe à la lumière. La longueur des strobilus, ainsi que le nombre de microsporanges, chez S. apoda dépendent de leur saison de développement en plus de l'âge du strobilus. Généralement,  S. apoda est prostré, ce qui signifie qu'il repose à plat sur le sol.